# Iringa
Iringa  este un oraș  în  Tanzania. Este reședinta  regiunii Iringa.